# Kop van Overijssel

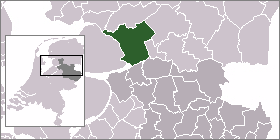
De Kop van Overijssel (gemeente Steenwijkerland)

De Kop van Overijssel is een streek in het noordwesten van de Nederlandse provincie Overijssel. De streek komt overeen met de gemeente Steenwijkerland. Historisch gezien wordt ook Zwartsluis tot het gebied gerekend. De streek valt vrijwel samen met de historische landstreek Land van Vollenhove.
De naam is een verwijzing naar de ligging binnen Overijssel — in het noorden, terwijl het gebied bijna geheel door andere provincies (Friesland, Drenthe en Flevoland) is omsloten. In Overijssel grenst de streek aan Salland.
De grootste plaats in de Kop van Overijssel is Steenwijk, gevolgd door Vollenhove en Giethoorn. 
In de Kop ligt het 10.000 ha grote Nationaal Park Weerribben-Wieden, ecologisch gezien een van de belangrijkste moerasgebieden in Europa.